# Аристон (военачалник)
Вижте пояснителната страница за други личности с името Аристон.
Аристон (на старогръцки: Ἀριστόνους) е македонски пълководец, соматофилакс на Александър III Македонски, отличил се по време на кампанията на Александър в Индия, и диадох.
Ариан споменава на едно място, че Аристон е роден в Пела, а на друго, че е роден в Еордея. Син е на Пейсей. Аристон взима участие в похода на Александър III Македонски в Индия в 327 година пр. Хр., където е ранен по време на обсадата на град Мултан.
След смъртта на Александър в 323 година пр. Хр. регентът Пердика изпраща Аристон с флота да покорява Кипър, но това начинание с еоказва неуспешно. След смъртта на Пердика в 312 година пр. Хр. Аристон се завърща в Македония, където се сражава на стараната на Полиперхон и на Олимпиада. В 316 година пр. Хр. Олимпиада се предава с приближените си на милостта на Касандър и по нейно разпореждане Аристон, който по това време оглавява гарнизон в Амфиполис и се сражава успешно срещу Касандър, се предава. Касандър обещава да запази живота на Аристон, но след това дава нареждане за екзекутирането му. Така Аристон умира в 315 година пр. Хр. в Амфиполис.